# Cultroribula bicuspidata
Cultroribula bicuspidata är en kvalsterart som beskrevs av Sandór Mahunka 1978. Cultroribula bicuspidata ingår i släktet Cultroribula och familjen Astegistidae. Inga underarter finns listade i Catalogue of Life.